# Гванцеладзе, Владимир Васильевич
Владимир Васильевич Гванцеладзе (1919—1970) — сапёр 91-го отдельного инженерного батальона 47-й армии Воронежского фронта, Герой Советского Союза.

## Биография
Родился 3 марта 1919 года в селе Уканети ныне входящем с состав города Цхалтубо (Грузия) в крестьянской семье. По национальности — грузин. Образование начальное.
В 22 года, в январе 1942, был мобилизован в Красную Армию. Принимал участие в боевых действиях на Крымском, Северо-Кавказском, Закавказском, Воронежском и 1-м Украинском фронтах. Служил сапёром.
В 1944 году вступил в стал членом ВКП(б). В декабре 1944 года демобилизовался в звании сержанта. Проживал в Кутаиси, работая диспетчером в автоколонне. Умер 22 июня 1970 года.

## История подвига
Владимир Гвенцеладзе был награждён званием Героя Советского Союза по совокупности нескольких боевых эпизодов.
В конце сентября 1943 года части армии, где он служил, форсировали Днепр в районе города Канев Черкасской области. Гвенцеладзе, находясь под постоянным огнём противника, на лодке совершил 113 рейсов, переправив на правый берег Днепра 935 стрелков с вооружением, 36 тонн боеприпасов, 12 тонн продовольствия, 8 пушек и подразделение бойцов с противотанковыми ружьями.
В другом случае, являясь командиром лодки, Гванцеладзе получил ранение, но пост не оставил и доставил на другой берег находившихся на лодке людей. Лодка была вытащена из воды, а сам он лишь после этого отправился за помощью в санчасть.
В следующем случае красноармеец переплыл реку на лодке, простреленной в четырёх местах, и перевёз на правый берег орудие вместе с боевым расчётом.

## Награды
3 июня 1944 года указом Президиума Верховного Совета СССР за образцовое выполнение боевых заданий командования и проявленные при этом мужество и героизм В. В. Гвенцеладзе присвоено звание Героя Советского Союза и вручён ордена Ленина и медаль «Золотая Звезда» за номером 3716.
Награждён также другими медалями.

## Память
Его именем названа улица в Кутаиси.